# Rhodomantis
Rhodomantis es un género de las mantis, de la familia Mantidae, del orden Mantodea. Es originario de Australia.

## Especies
- Rhodomantis carinicollis
- Rhodomantis gracilis
- Rhodomantis pulchella
- Rhodomantis queenslandica